# 瞳にSTORM
「瞳にSTORM」（ひとみにストーム）は、1987年5月27日に発売された浅香唯の7枚目のシングル。

## 解説
- 本人主演のフジテレビ系ドラマ『スケバン刑事III 少女忍法帖伝奇』主題歌。
- 3枚目のオリジナル・アルバム『Rainbow』にはRainbow Mixで収録されている。

## 収録曲
1. 瞳にSTORM
作詞：湯川れい子／作曲：井上大輔／編曲：新川博
2. エスケイプの夏
作詞：吉元由美／作曲・編曲：鷺巣詩郎
3. 唯メッセージ
  - シングルカセットのみ収録

## 関連作品
- 瞳にSTORM
  - Rainbow - Rainbow Mix
  - Present
  - シングル・コレクション
  - ANNIVERSARY 2824 （ライブ・アルバム）
  - 浅香唯大全集 THE COMPLETE BOX
  - CRYSTALS 〜25th Anniversary Best〜
  - 浅香唯 ザ・ベスト
  - 浅香唯 30周年記念コンプリートBOX
  - ONLY YUI （映像作品）
- エスケイプの夏
  - シングル・コレクション
  - 浅香唯大全集 THE COMPLETE BOX
  - Rainbow （2010年発売の紙ジャケットCDにボーナストラックとして収録）
  - 浅香唯 30周年記念コンプリートBOX
- 唯メッセージ
  - 浅香唯大全集 THE COMPLETE BOX
  - 浅香唯 30周年記念コンプリートBOX